# Kami-sama no Memo-chō
Kami-sama no Memo-chō (神様のメモ帳) est un light novel écrit par Hikaru Sugii et illustré par Mei Kishida. Il est publié par ASCII Media Works entre janvier 2007 et septembre 2014 et comporte neuf tomes. Une adaptation en manga dessinée par Tiv est publiée entre 2010 et 2012 et est compilée en un total de trois tomes. La série a également été déclinée en anime produit par le studio J. C. Staff et diffusé entre juillet et septembre 2011.

## Synopsis
Cherchant le plus souvent à se retrouver seul, Narumi Fujishima va par accident être témoin d’une scène d’agression où trois garçons de son âge vont venir en aide aux victimes avant de s’enfuir pour ne pas croiser la police. À la suite de cet incident, le quotidien de Narumi va continuer d’être animé en raison d’Ayaka, une camarade de classe qui va lui faire rejoindre le club de jardinerie avant de lui présenter le lieu où elle travaille à mi-temps. Là bas, le jeune lycéen va revoir le fameux trio et apprendra que ces derniers sont des NEET menant des enquêtes sous les ordres d’une enfant répondant au nom d’Alice. De fil en aiguille, Narumi va devenir un membre intégrant de l’équipe et aidera dans l’ombre à résoudre des affaires encore non résolues par la police.

## Personnages
(juillet 2018).
Le contenu est difficilement compréhensible vu les erreurs de traduction, qui sont peut-être dues à l'utilisation d'un logiciel de traduction automatique.
Narumi Fujishima (藤島 鳴海, Fujishima Narumi)
Voix japonaise : Yoshitsugu Matsuoka (anime), Atsushi Abe (drama CD)
Le principal protagoniste de la série. Il est un étudiant de lycée commun de 16 ans. Il vit avec sa sœur aînée et, à cause de plusieurs transferts scolaires, il est devenu introverti. Il est présenté à Hanamaru par son camarade de classe Ayaka, où il rencontre Min, Alice et les membres de l'équipe de détective NEET.
Alice (アリス) / Yūko Shionji (紫苑寺 有子, Shionji Yūko)
Voix japonaise : Yui Ogura (anime), Minako Kotobuki (drama CD)
La principale protagoniste féminine de la série. Elle est une fille mystérieuse qui vit au troisième étage au dessus du restaurant de ramen Hanamaru. Son âge est inconnu, mais elle ressemble à une fille de 12 ou 13 ans. Elle est courte, blanc pâle et a de longs cheveux noirs. Elle s'appelle Alice (une lecture mitigée du kanji pour Yūko) et un « NEET Detective ». Elle est un hikikomori et une génie fissurant. Son régime alimentaire repose essentiellement sur le Dr Pepper et les poireaux. Elle souffre d'une grave insomnie. Elle porte habituellement un pyjama à motifs  d'ours et elle est toujours entourée d'un tas d'ours en peluche. Elle est le cerveau de l'équipe de détection de NEET et rassemble des informations pour résoudre les cas avec son ordinateur portable sans sortir de sa chambre.
Ayaka Shinozaki (篠崎 彩夏, Shinozaki Ayaka)
Voix japonaise : Ai Kayano (anime), Yōko Honda (drama CD)
Le camarade de classe de Narumi. Elle est une fille très active et gaie. Elle travaille à temps partiel dans un magasin de ramen appelé Hanamaru. Elle était le seul membre du club de jardinage, mais faisait que Narumi la rejoigne, en commençant une amitié avec lui. Peu de temps après, elle saute mystérieusement le toit de l'école en train de se blesser et de tomber dans le coma. Cela motive Narumi à faire une demande à Alice: découvrez pourquoi elle a sauté du toit. Elle finit par récupérer la conscience mais elle souffre d'amnésie et ne se rappelle rien de Narumi.
Min (明) / Ming-Li Huang (黄明麗, Fan Min-Lī)
Voix japonaise : Hitomi Nabatame (anime), Fuyuka Oura (drama CD)
Elle est la propriétaire actuelle de la boutique de ramen Hanamaru et celle qui s'occupe des membres du NEET Detective Club. Sa personnalité est généralement brash et tomboyish, souvent en train de parler à des personnes avec une tonalité généralement plus masculine que ce que son regard suggère. Cependant, elle est aussi attentionnée à l'intérieur qu'elle est dure, prouvée par son soutien sans relâche pour le NEET Detective Club, même si ses membres ne sont pas en mesure de renvoyer la faveur.
Tetsu (テツ) / Tetsuo Ichinomiya (一宮 哲雄, Ichinomiya Tetsuo)
Voix japonaise : Masaya Matsukaze (anime), Kenji Takahashi (drama CD)
L'un des membres de l'équipe de détective NEET. Il est un ex-boxeur et accoutumé au jeu, dans lequel il aime les jeux de dés et les courses de chevaux. Il est un ancien décrocheur du lycée de Narumi et a des liens avec la police locale.
Major (少佐, Shōsa) / Hitoshi Mukai (向井 均, Mukai Hitoshi)
Voix japonaise : Kouki Miyata (anime), Nobuhiko Okamoto (drama CD)
L'un des membres de l'équipe de détective NEET. Il est étudiant universitaire, mais son apparence est celle d'un garçon de l'école élémentaire. Il fréquente rarement les cours et est inscrit pour utiliser la bibliothèque de l'université. Il est un otaku militaire qui passe la plupart de son temps à jouer à des jeux de survie, porte toujours des mannequins et une tenue de camouflage et un expert en espionnage.
Hiro (ヒロ) / Hiroaki Kuwabara (桑原 宏明, Kuwabara Hiroaki)
Voix japonaise : Takahiro Sakurai (anime), Junji Majima (drama CD)
L'un des membres de l'équipe de détective NEET et le seul avec un permis de conduire. En raison de son aspect très beau et doux, il est très populaire parmi les filles, donc il a beaucoup de copines en même temps. Narumi pense à lui comme un gigolo. Hiro est souvent vu avec deux téléphones cellulaires qui écrivent de beaux messages texte à deux filles différentes en même temps. Il collecte des informations ou des images et est un expert d'investigation.
Le quatrième (四代目, Yondaime) / Sōichirō Hinamura (雛村 壮一郎, Hinamura Sōichirō)
Voix japonaise : Daisuke Ono (anime), Kenta Miyake (drama CD)
Il est la tête et l'un des membres fondateurs d'un jeune groupe NEET yakuza appelé le Groupe Hirasaka. Il a un regard féroce et une attitude violente. Il se prête souvent aux affaires d'Alice. Il est également bon dans les arts du textile et répond aux appels d'Alice quand un de ses ours en peluche a besoin d'être réparé.
Meo (メオ) / Charunee Kusakabe (草壁チャルニー, Kusakabe Charunī)
Voix japonaise : Saki Ogasawara
Elle est une fille thaïlandaise de quatorze ans avec une peau apparemment marronisée. Son père, Masaya Kusakabe, est un japonais qui a épousé une femme thaïlandaise décédée au Japon. Meo demande à l'équipe de police de NEET d'aider à chercher son père disparu après avoir reçu son appel en lui demandant de prendre un sac contenant des billets de deux cents millions de yens et de partir pour un endroit sûr. Elle a été au Japon depuis l'âge de cinq ans, alors elle parle japonais couramment. Son surnom, Meo, est dérivé de « Maeo » (thaï : แมว; mæːw), un mot thaïlandais signifiant chat. Et son prénom, Charuni (thaï : จารุณี), est un mot thaïlandais dérivé de Pāḷi, Cāruṇī, c'est une jeune fille jolie.
Renji Hirasaka (平坂 錬次, Hirasaka Renji)
Voix japonaise : Ken'ichi Suzumura
Il est l'ancien leader et l'un des fondateurs d'un jeune groupe NEET yakuza appelé le Groupe Hirasaka. Cependant, il a enfreint son serment comme un frère assermenté à la quatrième, après que son camarade de chambre Hisan aurait été tué. Il est connu comme la personne qui a conçu à l'origine l'emblème du groupe Hirasaka, bien que non terminé.

## Light novel
| no | Japonais          | Japonais          |
| no | Date de sortie    | ISBN              |
| -- | ----------------- | ----------------- |
| 1  | 25 janvier 2007   | 978-4-8402-3691-1 |
| 2  | 25 juin 2007      | 978-4-8402-3888-5 |
| 3  | 10 juin 2008      | 978-4-04-867097-5 |
| 4  | 10 juillet 2009   | 978-4-04-867910-7 |
| 5  | 10 mai 2010       | 978-4-04-868543-6 |
| 6  | 10 février 2011   | 978-4-04-870272-0 |
| 7  | 10 juillet 2011   | 978-4-04-870691-9 |
| 8  | 10 septembre 2011 | 978-4-04-870810-4 |
| 9  | 10 septembre 2014 | 978-4-04-866728-9 |

## Manga
| no | Japonais          | Japonais          |
| no | Date de sortie    | ISBN              |
| -- | ----------------- | ----------------- |
| 1  | 4 avril 2011      | 978-4-04-870329-1 |
| 2  | 27 septembre 2011 | 978-4-04-870892-0 |
| 3  | 27 août 2012      | 978-4-04-886931-7 |

## Anime
L'adaptation en anime est annoncée en février 2011. Celle-ci est produite au sein du studio J. C. Staff avec une réalisation de Katsushi Sakurabi, un scénario de Seishi Minakami et des compositions de Taku Iwasaki. Elle est diffusée initialement du 2 juillet au 24 septembre 2011 sur AT-X.

### Liste des épisodes
| No | Titre français non officiel               | Titre japonais                     | Titre japonais                                 | Date de 1re diffusion |
| No | Titre français non officiel               | Kanji                              | Rōmaji                                         | Date de 1re diffusion |
| -- | ----------------------------------------- | ---------------------------------- | ---------------------------------------------- | --------------------- |
| 01 | Deux-trois choses que je sais à son sujet | 彼女について知っている二、三の事柄 | Kanojo ni Tsuite Shitteiru Ni, San no Kotogara | 2 juillet 2011        |
| 02 | Toi et le sac de voyage                   | 君と旅行鞄                         | Kimi to Ryokō Kaban                            | 16 juillet 2011       |
| 03 |                                           | 僕が二人にできること               | Boku ga Futari ni Dekiru Koto                  | 23 juillet 2011       |
| 04 |                                           | はなまるスープ顛末記               | Hanamaru Sūpu Tenmatsuki                       | 30 juillet 2011       |
| 05 |                                           | あいつは俺を知っている             | Aitsu wa Ore o Shitte Iru                      | 6 août 2011           |
| 06 |                                           | 僕は負けそうだ                     | Boku wa Makesō da                              | 13 août 2011          |
| 07 |                                           | 僕にできるすべて                   | Boku ni Dekiru Subete                          | 20 août 2011          |
| 08 |                                           | 僕は運命を信じない                 | Watashi ga todokemasu                          | 27 août 2011          |
| 09 |                                           | あの夏の21球                       | Ano Natsu no 21-kyū                            | 3 septembre 2011      |
| 10 |                                           | きみについて                       | Kimi nitsuite                                  | 10 septembre 2011     |
| 11 | Des morceaux de moi                       | ぼくのかけら                       | Boku no Kakera                                 | 17 septembre 2011     |
| 12 |                                           | 君と僕と彼女のこと                 | Kimi to Boku to Kanojo no Koto                 | 24 septembre 2011     |

### Génériques
| Générique | Épisodes | Début        | Début   | Fin     | Fin               |
| Générique | Épisodes | Titre        | Artiste | Titre   | Artiste           |
| --------- | -------- | ------------ | ------- | ------- | ----------------- |
| 1         | 1 – 12   | Kawaru Mirai | ChouCho | Asunaro | Ken'ichi Suzumura |

### Light novel
1. 1 2  Tome 1
2. 1 2  Tome 2
3. 1 2  Tome 3
4. 1 2  Tome 4
5. 1 2  Tome 5
6. 1 2  Tome 6
7. 1 2  Tome 7
8. 1 2  Tome 8
9. 1 2  Tome 9

### Manga
1. 1 2  Tome 1
2. 1 2  Tome 2
3. 1 2  Tome 3